# Gonomyia (Leiponeura) diacantha
Gonomyia (Leiponeura) diacantha is een tweevleugelige uit de familie steltmuggen (Limoniidae). De soort komt voor in het Oriëntaals gebied.